# Alior Bank
Alior Bank este o bancă universală din Polonia, fondată în 2008. Este deținută de compania de asigurări PZU SA din 2015 și este al 10-lea grup bancar ca mărime din țară. În 2012, a fost listată pe Bursa de Valori din Varșovia.
Alior Bank este parte din indicele WIG30 din Polonia și are aproximativ 8.143 de angajați.

## Istoric
- 2008: Fondată de grupul italian Carlo Tessara.
- 2012: Intră pe Bursa de Valori din Varșovia cu o ofertă de 2,1 miliarde PLN, cea mai mare din istorie.
- 2013: A stârnit controverse când a anunțat colectarea de date despre clienți, inclusiv de pe rețelele sociale.[1]
- 2014: Banca a devenit parte a indicelui WIG20.[2]
- 2015: PZU cumpără 25,3% din acțiuni și banca începe achiziții, inclusiv Meritum Bank și Bank BPH.[3][4][5]
- 2017: Lansează Telekom Banking în România, în colaborare cu T-Mobile.[6]
- 2018: Devine membru al Camerei Blockchain din Polonia.
- 2023: Obține profit record de 2,03 miliarde PLN.
- 2024: Plătește prima dividendă de 577 milioane PLN.[7]

## Alior Bank România
Alior Bank România este o filială a Alior Bank SA din Polonia, activând pe piața românească începând cu 2017.
Operațiunile comerciale derulate pe teritoriul României prin sucursală au fost încetate de la data de 30 noiembrie 2024 și compania a fost radiată din registrele publice.